# Place on Earth
Place on Earth var en dansk trio bestående af Mille Katharina Hassenkam, Kathrine Ørnfelt og Andreas Falch Kruse.
Place on Earth gik i opløsning efter mindre end ét år sammen, i 2019. Begrundelsen for at de gik fra hinanden er at finde i deres samarbejde med pladeselskabet Sony. Sony mente ikke at de lagde nok kræfter i deres fælles projekt og derfra kom beslutningen om at slutte projektet, Place on Earth.
Place on Earth deltog i den 11. sæson af X-Factor på DR1 i 2018, hvor de havde Thomas Blachmann som mentor. De vandt den 6. april 2018 den sidste sæson på DR1, over Jaime Talbot og Rasmus Therkildsen som den tredje gruppe i X Factors historie. De sikrede også Blachmann hans anden sejr i konkurrencen. Den første gang var i 2014 hvor han vandt med Anthony Jasmin. Præmien de vandt var en tur til Los Angeles, hvor de skulle indspille en EP.
De tre medlemmer havde oprindeligt stillet op som solister til X Factor auditions men blev fravalgt i forløbet til liveshowene, hvorefter de blev ført sammen af deres mentor Thomas Blachmann i hans gruppedannelse, ligesom gruppen Sol og Christian. Kathrine og Andreas blev sendt hjem af Sanne Salomonsen til 5 Chair Challenge, og Mille blev valgt fra i udvælgelsen til dette.
Navnet Place on Earth blev valgt ud fra den første sang trioen sang sammen. Nemlig Lana Del Reys "Video Games", foruden medlemmernes hvide påklædning under deres fotosession. Mille fra gruppen forklarede, at grunden til navnet var at det hvide tøj fik dem til at se engleagtigt ud. Og at Del Ray i hendes sang synger "heaven is a place on earth". Eftersom at engle bor i himlen, og de lignede engle, måtte deres nye trio hede Place on Earth.
Gruppen har siden begyndelsen fået ros fra både seere og dommere, men der har dog også været noget kritik om at de lød usammenhængende og som individualister fra Blachmanns meddommere Salomonsen og Remee. Trods kritikken fra de to, har trioen fået stor ros fra en række internationale anerkendte sangere, hvis sange de har sunget i liveshows. Da de i første liveshow sang Perfume Genius' "Slip away", fik de efterfølgende et skulderklap fra sangeren bag nummeret Mark Hadreas. Også det engelske band The xx roste trioen for deres version af "Say Something Loving" i tredje liveshow. I andet liveshow sang Mille, Kathrine og Andreas "So Mournful the Elegy, So Comforting the Hymn", hvilket også vakte glæde hos Hymns from Nineveh[kilde mangler] som har skrevet nummeret.
Trioen kom aldrig i farezonen, og blev sendt direkte videre fredag efter fredag af seerne. De skulle fredag den 6. april kæmpe om at blive vinderen af X Factor 2018, sammen med Jamie Talbot og Rasmus. De vandt finalen med 58,2 % af stemmerne imod Jamie Talbot som fik 41,8 % af stemmerne. efter stemmerne var udgivet vandt Place on Earth 6 ud af 7 liveshows hvor i live show 5 hvor det var Rasmus som fik flest stemmer.
Place on Earths vindersingle blev udgivet den 30. marts 2018. Singlen hedder "Young" og er skrevet og produceret i samarbejde med sangerinden Kwamie Liv og produceren Nicolai Kornerup, der er med i duoen AyOwA.